# Telamonia albolimbata
Telamonia albolimbata är en spindelart som först beskrevs av Simon 1885.  Telamonia albolimbata ingår i släktet Telamonia och familjen hoppspindlar. Inga underarter finns listade i Catalogue of Life.